# Fernando Orozco
Fernando Orozco (Guayaquil, 1962) es un activista LGBT y estilista ecuatoriano. Fue uno de los activistas que participaron en el proceso de la despenalización de la homosexualidad en Ecuador y es el presidente de la asociación Años Dorados, enfocada en las personas LGBT de la tercera edad.

## Biografía
Durante su juventud sufrió varios actos de discriminación debido a su orientación sexual. A los 21 años, en el momento en que salía de la academia en la que estudiaba estilismo, fue arrestado por primera vez por ser homosexual y fue llevado al Cuartel Modelo de Guayaquil. También tuvo que abandonar los estudios de psicología que realizaba debido al rechazo de sus compañeros.
Además de la detención cuando tenía 21 años, Orozco sufrió en cinco ocasiones adicionales abusos por la policía. En una de las detenciones, ocurrida en 1986, volvió a ser llevado al Cuartel Modelo, bajo un parte policial falso, y fue violado por uno de los hombres apresados en la misma celda.
Como activista, participó del proceso para lograr la despenalización de la homosexualidad en Ecuador.
Fue nombrado como uno de los siete integrantes del Observatorio para la Inclusión e Igualdad de Género del Ecuador (Ocige) por el Consejo de Participación Ciudadana y Control Social en 2018, luego de un proceso de activismo en que participaron 20 organizaciones sociales. Adicionalmente, es presidente de la asociación Años Dorados, primera organización ecuatoriana centrada en los derechos de las personas LGBT de la tercera edad, y que durante la Pandemia de COVID-19 coordinó eventos para entregar donaciones a mujeres transgénero ancianas.
En 2019 presentó en Quito una denuncia junto a otros activistas LGBT contra el estado ecuatoriano por crímenes de lesa humanidad por los abusos que sufrieron a manos de las autoridades cuando la homosexualidad aún era penalizada en el país. En 2021 presentó una segunda denuncia, esta vez frente a la Defensoría del Pueblo, para exigir al Estado que proporcione atención médica especializada para personas LGBT de la tercera edad.